# Soraya Haddad
Soraya Haddad (n. 30 septembrie 1984, El Kseur, Provincia Béjaïa, Algeria) este o sportivă ce a reprezentat Algeria, medaliată olimpică. A participat la 2 ediții ale Jocurilor Olimpice (2008, 2012) în care a câștigat o medalie de bronz.